# Lista över hudsjukdomar
Följande är en alfabetisk lista över hudsjukdomar som kan drabba människor.
| - Akne - Aktinisk keratos - Allergi - Elöverkänslighet - Nickelallergi - Alopeci - Bensår - Arteriella sår - Diabetessår - Kombinationssår - Tumörsår - Venösa sår - Blödning under nagel - Borrelia - Brännskador - Bältros - Bölder - Celluliter - Dermatit (se även eksem) - Atopisk dermatit - Dermatitis herpetiformis - Exfoliativ dermatit - Intertrigo - Neurodermatit - Perioral dermatit - Seborroisk dermatit - Stråldermatit - Eksem (se även dermatit) - Allergiskt kontakteksem - Böjveckseksem - Handeksem - Mjälleksem - Mynteksem - Soleksem - Underbenseksem - Erytema multiformer - Herpesvirus - Vattkoppor - Hudcancer - Basalcellscancer - Malignt melanom - Vårtor | - Iktyos - Impetigo - Klorakne - Keratosis Pilaris - Lichen - Lichen planus - Lichen ruber - Lichen sclerosus et atroficus - Melanos - Mollusker - Pemfigoid - Pemfigus - Psoriasis - Rosacea - Seborroisk keratos - Skabb - Sklerodermi - Skorv (hudsjukdom) (numera utrotad) - Svampsjukdomar - Fotsvamp - Hudsvampsinfektion - Handsvamp - Jästsvampsinfektion - Pityriasis versicolor - Ljumsksvampsinfektion - Nagelsvamp - Svamp i hårbottnen - Vitiligo |